# Gerhard Grethlein
Gerhard Grethlein (* 21. Dezember 1924 in Erlangen; † 20. Juli 2021 ebenda) war ein deutscher Jurist und Staatsanwalt. Von 1987 bis 1995 war er Mitglied des Bayerischen Senats.

## Leben
Grethlein legte 1942 sein Abitur auf dem Gymnasium Fridericianum Erlangen ab, diente danach im Arbeits- und Wehrdienst und geriet in Kriegsgefangenschaft. Nach der Entlassung studierte er 1946–49 Jura in Erlangen und legte bis 1952 beide Staatsprüfungen ab. Daraufhin arbeitete er als Gerichtsassessor, 1954 als Staatsanwalt in Nürnberg, 1955 als Amtsgerichtsrat in Bogen, 1959 erster Staatsanwalt in Ansbach, ab 1966 Oberstaatsanwalt in Nürnberg und von 1967 bis zur Pensionierung 1987 als Oberkirchenrat. Von 1972 an war er Vertreter des Leiters des Landeskirchenamts, von 1987 bis 1995 Mitglied des Bayerischen Senats.

## Auszeichnungen
- Bayerischer Verdienstorden (1981)
- Bundesverdienstkreuz 1. Klasse (1994)